# Spider-Man 2 (videogioco 2004)
Spider-Man 2 è un videogioco del 2004 action-adventure e open world basato sul supereroe dei fumetti della Marvel Comics, l'Uomo Ragno. Si tratta dell'adattamento videoludico del secondo omonimo film diretto da Sam Raimi. Spider-Man 2 è stato pubblicato nel corso del 2004, 2005 e 2006 da Activision per le piattaforme PlayStation 2, PlayStation Portable, Xbox, GameCube, Game Boy Advance, Nintendo DS, Microsoft Windows, macOS e N-Gage. Le diverse versioni sono state sviluppate da diverse software house, tra le quali la stessa Activision, Treyarch e Digital Eclipse.
Nel gioco verrà controllato il supereroe di quartiere, che potrà passare da un capo all'altra di Manhattan e raggiungere anche Roosevelt Island, Ellis Island e Liberty Island, differenziandosi dal gioco precedente per l'ampia libertà di movimento e di esplorazione.
Il nemico principale, al quale gira attorno sia la trama del videogioco che del film, è il Dottor Octopus. Durante lo sviluppo delle vicende di quest'ultimo, il gioco offre anche nemici "extra" quali Shocker, Mysterio e Rhino, ma anche importanti alleati come la Gatta Nera.
Il successo avuto dal titolo è stato considerevole per le versioni per console, mentre le altre versioni hanno ricevuto critiche miste.

## Trama
Il gioco inizia con una sequenza che funge da tutorial, dove Spidey dovrà aiutare le persone per le strade di New York City che gli chiedono aiuto. Successivamente si recherà in un locale in città, dove lo aspetta una festa per il suo compleanno organizzata dai suoi amici Mary Jane Watson e Harry Osborn. In seguito Peter conosce anche il Dr. Otto Octavius, amico del suo professore Dr. Connors e dedito ad un'iniziativa rivoluzionaria riguardante la fusione nucleare, che presenterà nei giorni successivi.
Nel capitolo successivo Peter dovrà consegnare delle pizze per conto di Mr. Aziz in una sequenza a tempo, facendo però attenzione a non fare troppe acrobazie mentre volteggia per non rovinare il cibo. Compiuta la missione, il giovane si renderà conto di essere in ritardo per l'appuntamento preso con Mary Jane il giorno del suo compleanno. La ragazza infatti è arrabbiata con lui, ma Peter è costretto a liquidarla velocemente perché con la coda dell'occhio vede dei criminali entrare in un museo. Sconfitti i criminali, la sua attenzione viene rapita da una misteriosa donna vestita di nero, la quale, dopo averlo provocato, fugge dalla zona, facendo intuire all'Arrampicamuri che si tratti di una ladra.
Il giorno dopo, mentre è impegnato a scattare alcune foto della città dall'Empire State Building per conto del Daily Bugle, Spider-Man sente un'esplosione e, accorrendo, scopre che Rhino è a piede libero per una rapina. Sconfitto Rhino, Peter viene liquidato da J. Jonah Jameson, che inizialmente rifiuta le foto della città volendo piuttosto le foto di Spiderman, al quale è molto più interessato. L'editore inoltre si compiace nel leggere di un certo Quentin Beck, un esperto di effetti speciali di Hollywood il quale ha pubblicamente sfidato Spiderman per dimostrare la falsità dei suoi superpoteri.
Successivamente Spider-Man va a scattare delle altre foto per il Bugle quando sente suonare l'allarme di una gioielleria. Si reca sul posto e scopre che è opera della ladra vestita di nero, che dopo essere stata raggiunta dall'eroe si presenta come la Gatta Nera, per poi sparire di nuovo. Spider-Man accetta anche la sfida di Beck, battendolo in una serie di prove al Madison Square Garden e umiliandolo pubblicamente.
Peter si reca poi alla dimostrazione tenuta dal dottor Octavius sulla fusione, ma questa finisce in disastro quando il suo "Sole" artificiale creato dall'esperimento fuoriesce dal campo di contenimento. Cambiatosi nei panni di Spider-Man, il protagonista spegne la macchina e riesce a salvare il dottore, al quale però restano attaccati alla schiena i quattro bracci intelligenti usati per entrare in contatto col sole, mentre Rosie, la moglie di Octavius, muore nell'incidente: Octavius stesso viene preso dall'odio per Spider-Man in quanto lo ha creduto responsabile di tutto.
Poco tempo dopo, dei giornalisti partecipano ad una conferenza in un teatro tenuta da Quentin Beck al quale deve partecipare anche Peter come inviato del Bugle, ma al posto di Beck appare un alieno che si presenta come Mysterio, il quale annuncia di essere intenzionato a conquistare il mondo e sequestra i presenti dentro il teatro. Arrivato sul posto e salvati i reporter, Spider-Man va verso il molo e affronta un incredibile numero di UFO, che puntano la Statua della Libertà avvolgendola con un ologramma che le dà le fattezze di Mysterio. Spider-Man colpisce allora il cervello alieno che si trova sul capo della statua, facendo svanire l'ologramma. Mysterio invita poi Spider-Man a raggiungerlo nella "Casa dei divertimenti mortali", una specie di circo degli orrori nascosto in un appartamento da cui sarà difficile uscirne vivi. Dissoltasi l'ennesima illusione, Mysterio si ritroverà senza un buon piano e si vedrà costretto a fuggire.
Intanto Octavius, divenuto ormai il terribile Dottor Octopus, si è risvegliato dal coma e va da Connors per chiedere aiuto, ma quando questi insiste per portarlo da un dottore e avvisare la polizia, l'uomo lo aggredisce e lo lascia incosciente. Poi decide di rapinare il giorno dopo una banca, la stessa in cui Peter e zia May avevano un appuntamento: il denaro gli serve per ricostruire il campo di forza e ritentare l'esperimento. Il ragazzo si dilegua per cambiarsi in Spider-Man, lo raggiunge e lo sconfigge insieme ai criminali che lo affiancano, ma Octavius per risposta rapisce zia May, fugge dalla banca e la lascia sulle rotaie di un treno, obbligando Spider-Man a salvarla e a farlo fuggire.
Poco tempo dopo Mysterio sta tentando di rapinare un negozio, ma viene raggiunto dall'Arrampicamuri che a sorpresa lo sconfigge con un solo colpo, e dopo avergli tolto il casco scopre che si tratta proprio di Quentin Beck, che viene arrestato. Nel frattempo Octavius vuole finire il suo lavoro, e raggiunge Harry per ricattarlo e chiedergli altro trizio, la sostanza necessaria per l'esperimento. Harry per salvarsi gli propone di portargli Spider-Man vivo e in cambio gli darà ciò che vuole: Octavius accetta.
In seguito la Gatta Nera incontra Spider-Man e gli rivela che Shocker, che era uno dei detenuti usati per le prove di Beck, è riuscito a scappare. L'Arrampicamuri, aiutato dalla stessa Gatta Nera, lo raggiunge in un magazzino a Brooklyn per sconfiggerlo e risbatterlo al fresco; dopo essere stato messo alle strette, il criminale attacca la Gatta e la ferisce, e per soccorrerla, Spider-Man lascia fuggire Shocker. In seguito capisce di essere attratto dalla Gatta, cosa che mette in discussione i suoi sentimenti. 
Una sera la Gatta si incontra ancora con Peter e rivela che alcuni criminali di New York hanno importato degli esoscheletri giganti dotati di mitra e missili, e stanno organizzando un'asta per venderli. Dopo una dura lotta, i due eroi riescono a sconfiggere gli avversari. La Gatta in un impeto di passione prova a baciare l'Arrampicamuri, ma questi rifiuta le avances della ladra, che se ne va offesa. Peter capisce di essere davvero innamorato di Mary Jane e rintraccia la Gatta per spiegarle che non potranno mai stare insieme; lei capisce e gli dice che rimarranno comunque amici. 
Proprio Mary Jane chiama Peter per incontrarsi e parlare di loro, ma viene rapita da Octopus, che fa così uscire Spider-Man allo scoperto. Dopo essersi ritrovati di nuovo faccia a faccia, lo scienziato deraglia un treno, e Spider-Man con molta difficoltà riesce a fermarlo, per poi svenire per lo sforzo ed essere preso da Octopus che lo porta a casa di Harry, che gli consegna il trizio. Rimasto solo per ucciderlo, Harry toglie la maschera all'Arrampicamuri, e rimane sconvolto quando si rende conto che si tratta di Peter. Quest'ultimo lo convince a rivelargli la posizione del nascondiglio dello scienziato, poi raggiunge Octopus, che tiene in ostaggio Mary Jane per attirarlo lì, e lo sconfigge dopo una dura lotta. Rinsavito, Octavius decide di sacrificarsi per distruggere la sua stessa creazione, permettendo anche a Peter e Mary Jane di salvarsi. Ormai fuori pericolo, Peter spiega alla ragazza che lui non vuole esporla al pericolo che la sua doppia vita comporta e perciò non potranno mai stare insieme, poi la lascia alla polizia e se ne va.
Il giorno dopo, Peter riceve una visita a sorpresa da Mary Jane, che è fuggita dal matrimonio con il figlio di J. Jonah Jameson per confessargli i suoi sentimenti. Questo riempie Peter di gioia e di confidenza, e cambiatosi poi nuovamente nei panni di Spider-Man, si lancia dalla finestra del suo appartamento e si prepara ad aiutare la città per l'ennesima volta, ormai pienamente consapevole della sua identità di eroe.

## Modalità di gioco
La storia è divisa in capitoli, ognuno con la propria lista chiamata "elenco delle cose da fare", che comprende l'acquisto di potenziamenti per Spider-Man o l'acquisizione di un certo numero di punti eroe completando le missioni secondarie. Una volta spuntata la lista, si accede al capitolo successivo, in cui è presente almeno una missione dalla trama principale. Le missioni secondarie sono di due tipi: richieste di aiuto da parte di cittadini in difficoltà o crimini improvvisi che appaiono in maniera casuale sulla mappa. In entrambi i casi il compito dell'eroe sarà sempre di soccorrere persone ferite o aggredite, sventare incidenti e combattere la criminalità della Grande Mela in tutte le sue forme. In ogni caso si potrà scegliere di ignorare queste richieste ed esplorare liberamente la città.
Il giocatore è in grado di oscillare con le ragnatele ed arrampicarsi su muri, lampioni e bandiere, nonché combattere i nemici usando una grande varietà di combo. Il sistema di combattimento e il senso di ragno sono molto più complessi del gioco precedente, in quanto comportano un attento tempismo negli attacchi e nelle schivate, che vengono implementate negli attacchi stessi. È possibile usare il "senso di ragno" di Spider-Man per schivare gli attacchi in arrivo, inclusi quelli delle armi da fuoco; il senso di ragno può essere poi usato in una versione "avanzata" alimentata da una barra apposita, che consente di rallentare il tempo intorno a sé muovendosi però a velocità normale, per anticipare maggiormente i colpi e usare nuove mosse. Per riempirla si dovranno sferrare colpi, schivare attacchi e compiere acrobazie in aria.
Un'altra novità è presente nelle sfide a tempo sparse in giro per le strade e sui tetti, nei gettoni collezionabili anch'essi presenti in tutta la città, e nelle icone suggerimento con informazioni e consigli scritti che, accompagnati dalla voce del suggeritore onnipresente del gioco presente anche nel primo (la cui voce originale in inglese è di Bruce Campbell, presente in vari cameo nei film della trilogia), illustreranno in maniera spesso ironica e sarcastica diversi aspetti del gioco.

## Sviluppo
La Treyarch diede il via allo sviluppo del gioco poco dopo il successo del primo Spider-Man. Il sistema di oscillazione del personaggio, molto più realistico e soggetto alle leggi della fisica, fu ideato dal designer Jamie Fristrom, insoddisfatto del sistema di oscillazione del primo capitolo per il quale faceva parte del team di sviluppo, e desideroso di qualcosa di più autentico.
Sebbene il concept fosse inizialmente difficile da creare a causa del lavoro necessario nell'aggiungere manualmente dei punti di aggancio virtuali a cui far aderire le ragnatele, Fristrom e il programmatore Andrei Pokrovsky implementarono nel gioco la tecnica digitale del ray casting per mappare automaticamente un numero infinito di punti presenti sui bordi dei palazzi, sugli elementi di gioco e sulle varie superfici, verso cui i giocatori potevano sparare le ragnatele per spostarsi attraverso New York. Questo modello venne usato solo nelle versioni per console: la versione per PC presentava invece un sistema di oscillazione a parte, dove il giocatore deve mirare manualmente a dei bersagli in cielo per sparare le ragnatele, mentre la versione per PSP mantenne direttamente il sistema di oscillazione del primo capitolo. 
Pochi mesi prima dell'uscita del gioco, che doveva coincidere con l'uscita del film nelle sale, gli sviluppatori di Treyarch furono costretti a rimuovere una grande quantità di contenuti per completarlo in tempo, fra cui Governors Island, una delle isole esplorabili, e Lizard, previsto come uno degli antagonisti principali e presente nel primo trailer mostrato all'E3 del 2003. Il personaggio, che viene citato in uno dei suggerimenti del gioco, sarà poi presente nel sequel.

## Personaggi
- Peter Parker/Spider-Man: Il supereroe simbolo di New York, la cui vera identità è quella di un ragazzo qualunque che trova difficoltà nel bilanciare la sua vita da vigilante con quella ordinaria; questa difficoltà gli causa problemi sia nel lavoro e nello studio che nella vita sentimentale, in cui è costretto a scegliere tra Mary Jane e la Gatta Nera. Alla fine riuscirà a risolvere i suoi conflitti interiori e accetterà definitivamente il suo destino, conquistando anche l'amore di Mary Jane.

Doppiato da: Tobey Maguire (ed. inglese), Massimo Di Benedetto (ed. italiana).
- Mary Jane Watson: Il primo amore di Peter. Inizialmente la rossa prova dei sentimenti per Peter, poi si lascerá con lui e si frequenterà con John Jameson, il figlio di J.Jonah Jameson, convinta che per lei e Peter non ci sia futuro; lo lascerà poi in favore di Peter dopo aver scoperto il suo segreto.

Doppiata da: Kirsten Dunst (ed. inglese), Emanuela Pacotto (ed. italiana).
- Harry Osborn: Migliore amico di Peter, ha giurato vendetta verso Spider-Man, secondo lui colpevole della morte del padre Norman, che segretamente era Goblin. Grazie all'aiuto di Octavius, riesce a scoprire chi si nasconde dietro la maschera dell'arrampicamuri, rimanendo scioccato dal fatto che lui e il suo amico siano la stessa persona.

Doppiato da: Josh Keaton (ed. inglese), Luca Sandri (ed. italiana).
- Otto Octavius/Dr. Octopus: Uno scienziato ammirato da Peter, uomo giusto e spinto dal desiderio di fare del bene per la comunità con le sue ricerche, che in seguito a un esperimento fallito sulla fusione nucleare diviene il malvagio Dottor Octopus; intenzionato a concludere il suo lavoro, si scontra ripetutamente con Spider-Man, che ritiene colpevole delle sue disgrazie, per poi scoprirne la vera identità e decidere di porre fine all'esperimento prima che distrugga New York, perdendo la vita.

Doppiato da: Alfred Molina (ed. inglese), Gianni Quillico (ed. italiana).
- Gatta Nera: Alter ego di Felicia Hardy, scassinatrice ed acrobata provetta (il suo vero nome non viene mai menzionato nel gioco né pronunciato dal protagonista, che non lo viene mai a sapere, ed è citato solo in un'icona suggerimento presente in città). Ragazza che vive alla giornata e sempre in cerca del prossimo colpo, rimane colpita da Spider-Man e diventa sua amica e alleata cercando di convincerlo a seguirla in una vita avventurosa e senza responsabilità, ma senza successo. Decide di restare ugualmente sua amica dopo che egli decide di restare insieme a Mary Jane.

Doppiata da: Holly Fields (ed. inglese), Lorella De Luca (ed. italiana).
- Dr. Curt Connors: fisico e professore dell'università, rimprovera sempre Peter per i suoi ritardi e la sua scarsa attenzione nello studio nonostante lo ritenga un ragazzo brillante. Amico di Octavius, cerca di aiutarlo dopo la sua fuga dall'ospedale volendo chiamare la polizia ed eventualmente un medico, scatenando così l'ira dello scienziato che, convinto che lo voglia consegnare alle autorità, lo aggredisce coi suoi tentacoli. Viene soccorso da Peter che lo porta in ospedale, per poi non riapparire più nella storia.

Doppiato da: Joe Alaskey (ed. inglese), Leonardo Gajo (ed. italiana).
- Shocker: alter ego di Herman Schultz, uno degli avversari classici di Spider-Man, dotato di speciali guanti che emettono onde sonore molto potenti coi quali compie i suoi crimini; in prigione dopo lo scontro con Spider-Man nel primo capitolo e usato come detenuto nell'arena delle sfide di Quentin Beck, scappa dall'evento nella confusione e si riprende costume e guanti per poi nascondersi in città, ma viene ostacolato per due volte dalla coppia Spider-Man - Gatta Nera.

Doppiato da: Michael Beattie (ed. inglese), Marco Balbi (ed. italiana)
- Quentin Beck/Mysterio: esperto di effetti speciali di Hollywood, decide di sfidare pubblicamente Spider-Man per dimostrare che è un imbroglione, venendo però smentito e umiliato. In seguito allo smascheramento di Mysterio si scoprirà che in realtà era proprio Beck, che usando la sua esperienza nel campo degli effetti e della tecnologia voleva uccidere Spider-Man per vendicarsi dell'affronto subìto.

Doppiato da: James Arnold Taylor (ed. inglese), Claudio Moneta (ed. italiana).
- Rhino: altro storico nemico dell'arrampicamuri, fisicamente imponente e dotato di un'armatura rinforzata che gli dà le fattezze di un rinoceronte, appare brevemente in un capitolo mentre viene incaricato dai suoi soci di occuparsi di alcune attrezzature nelle strade di New York, venendo poi sconfitto da Spider-Man.

Doppiato da: John DiMaggio (ed. inglese).
- J. Jonah Jameson: burbero e scontroso editore del Daily Bugle, odia Spider-Man perché lo ritiene un poco di buono e richiede sempre in maniera particolare a Peter Parker delle foto dell'eroe per poterlo diffamare nei suoi articoli.

Doppiato da: Jay Gordon (ed. inglese), Raffaele Fallica (ed. italiana).
- Robbie Robertson: caporedattore del Daily Bugle, gentile e simpatico in contrasto al burbero Jonah, si occuperà nel gioco di fornire a Peter le missioni da fotografo.

Doppiato da: Marco Balbi (ed. italiana).
- Betty Brant: segretaria di J. Jonah Jameson, è il tramite per Peter ogni volta che questi dovrà parlare con lui.

Doppiata da: Bethany Rhoades (ed. inglese), Cinzia Massironi (ed. italiana).
- Zia May: gentile e premurosa zia di Peter, ha un ruolo minore rispetto alla storia del film in quanto è presente solo nella missione della banca. Catturata da Octopus come diversivo per Spider-Man, viene salvata da quest'ultimo da un treno in corsa riportandola illesa a terra.

Doppiata da: Mindy Sterling (ed. inglese), Silvana Fantini (ed. italiana).